# Clodius Albinus

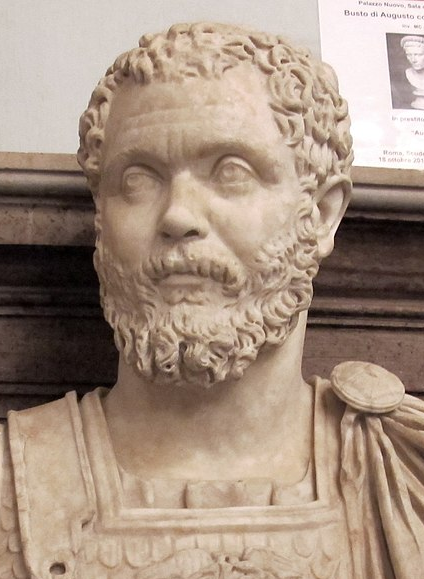
Büste des Clodius Albinus

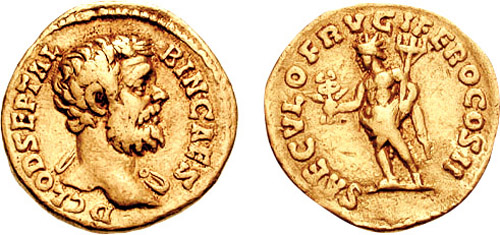
Aureus des Clodius Albinus als Caesar. Er wird barhäuptig dargestellt, weder mit Lorbeerkranz noch mit Strahlenkrone, also ohne kaiserliche Insignien.

Decimus Clodius Septimius Albinus (kurz Clodius Albinus; * 25. November (?) vermutlich um 148; † 19. Februar 197 bei Lugdunum, dem heutigen Lyon) war römischer Caesar von 193 bis 195 und Gegenkaiser gegen Septimius Severus von Ende 195 bis zu seinem Tod.
Oft wird Albinus’ Anspruch auf den Kaisertitel schon auf das Jahr 193 datiert und er in Folge als einer der Kaiser des zweiten Vierkaiserjahres 193 gelistet, welches dann als Fünfkaiserjahr bezeichnet wird. Dies geht aber auf eine heute meist als unglaubwürdig geltende, spätere Überlieferung zurück.

## Herkunft und Karriere
Clodius Albinus wurde in Nordafrika geboren, vermutlich um die Mitte des 2. Jahrhunderts. Er stammte wohl aus Hadrumetum (heute Sousse in Tunesien). Seine Familie war senatorischen Ranges und vielleicht entfernt mit den Severern verwandt. Da seine Lebensbeschreibung in der spätantiken Historia Augusta viele erfundene Angaben enthält, ist über die Anfänge seiner Laufbahn nichts Zuverlässiges bekannt. Sein Vater soll Ceionius Postumus gewesen sein, doch ist auch dies unsicher.
Unter Kaiser Commodus zeichnete er sich in den frühen 180er Jahren bei Kämpfen in Dakien aus; er war dort wohl Legionslegat. Um 187 wurde er Suffektkonsul und qualifizierte sich damit für höchste Ämter. Wohl 189 wurde er Statthalter in Niedergermanien, um 191 dann Statthalter der Provinz Britannien.

## Rolle als Thronfolger des Septimius Severus
Nach der Ermordung des Kaisers Pertinax am 28. März 193 entstand in Rom ein Machtvakuum, da der von den Prätorianern erhobene Nachfolger, der „Auktionskaiser“ Didius Julianus, sich keinen Respekt verschaffen konnte, von der Stadtbevölkerung abgelehnt wurde und auch anderswo keinerlei Anerkennung fand. Wahrscheinlich hatten mehrere Truppenführer allerdings schon während der kurzen Herrschaft des Pertinax Usurpationen geplant.
Bereits Anfang April wurde erst in Oberpannonien der dortige Statthalter Septimius Severus von seinen Truppen zum Kaiser ausgerufen, wenige Tage darauf in Antiochia der Statthalter der Provinz Syria, Pescennius Niger. Niger brachte den Osten des Reichs unter seine Kontrolle, während Severus in Rom einzog. Albinus kam als Kommandeur einer starken Armee ebenfalls als Kandidat für die Kaiserwürde in Betracht. Er ließ sich aber damals wahrscheinlich noch nicht, wie die Historia Augusta später berichtet, von seinen Truppen zum Augustus ausrufen, sondern ließ sich offenbar von Septimius Severus überreden, sich mit dem Titel Caesar und somit mit der Aussicht auf die Thronfolge zufriedenzugeben. So gewann Septimius Severus freie Hand für seinen siegreichen Feldzug gegen Pescennius Niger (193–194). Albinus blieb in Britannien. 194 war er zusammen mit Septimius Severus consul ordinarius. Von ihm übernahm er den Namen Septimius.

## Erhebung zum Kaiser, Bürgerkrieg und Tod

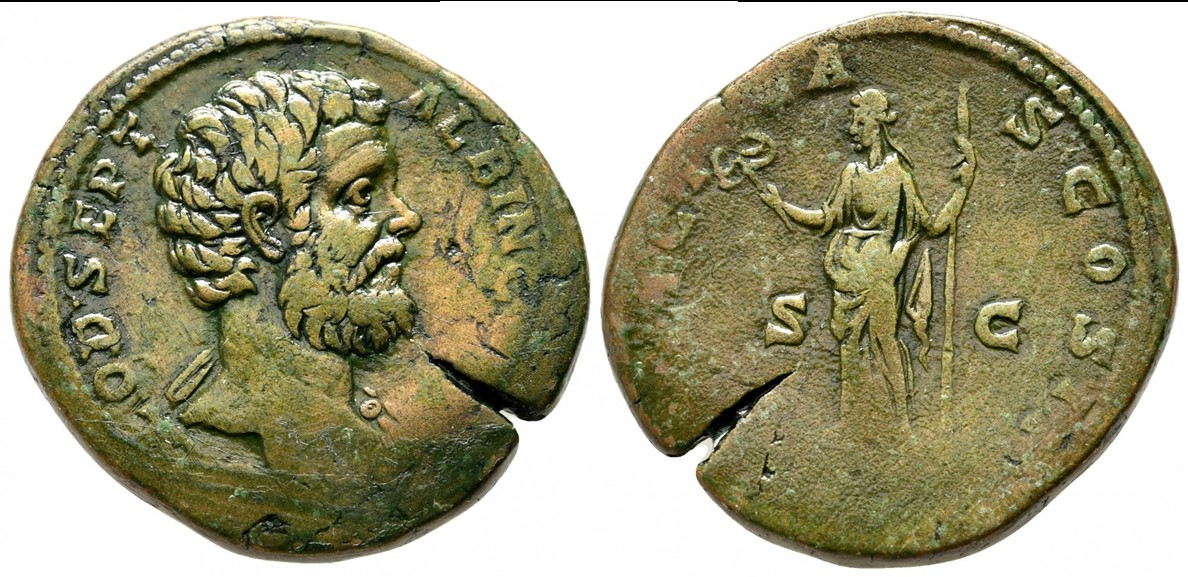
Sestertius des Clodius Albinus

Nach der Beseitigung des Gegenkaisers Niger stellte sich heraus, dass das Einvernehmen zwischen Kaiser Septimius Severus und Albinus keine stabile Basis hatte. Der nunmehr allgemein anerkannte Kaiser hatte zwei Söhne, denen er die Thronfolge sichern wollte, und sah nach der Gewinnung des Ostens keinen Grund mehr, auf Albinus Rücksicht zu nehmen. Dieser musste seinerseits die Unhaltbarkeit seiner Stellung erkennen.
Albinus verließ Britannien, begab sich nach Gallien und ließ sich von seinen Truppen zum Augustus ausrufen. Severus ernannte seinen älteren, erst achtjährigen Sohn Caracalla zum Caesar und gab damit zu erkennen, dass er Albinus keinen Anspruch auf die Nachfolge mehr gewähren wollte. Die Chronologie dieser Ereignisse und damit die Frage, welche Seite zuerst provozierte und den Konflikt auslöste, ist unklar. Es ist möglich, dass Albinus die Erhebung Caracallas zum Anlass nahm, sich zu erheben, oder aber es war Albinus, der gegen Ende 195 die Initiative ergriff und seinen Herrschaftsanspruch geltend machte; Caracalla wurde vermutlich erst Anfang 196 Caesar, und Albinus wurde wohl erst nach Beginn der militärischen Auseinandersetzungen gegen Ende 196 in Rom zum Staatsfeind erklärt. Die Rekonstruktion der Ereignisse wird dadurch erschwert, dass die erhaltenen Quellen vor allem die Position des späteren Siegers Severus wiedergeben.
Albinus erzielte in Gallien Anfangserfolge und besiegte den gegnerischen Befehlshaber Virius Lupus in einer Schlacht. Er nahm aber anschließend eine defensive Position ein; anscheinend wollte er das Frühjahr 197 abwarten, um über die Alpenpässe nach Oberitalien vorzudringen. Severus, der Raetien und Obergermanien kontrollierte, kam ihm zuvor und drang schon im Winter nach Südgallien vor. Die Entscheidungsschlacht fand am 19. Februar 197 bei Lugdunum, dem heutigen Lyon, statt; anscheinend war es eine der größten Schlachten der römischen Geschichte. Albinus war zunächst erfolgreich und Severus musste fliehen. Schließlich führte jedoch ein überraschender Gegenangriff der Kavallerie des bereits geflüchteten Severus die Entscheidung herbei. Albinus wurde vernichtend geschlagen und kam ums Leben. Wie in solchen Fällen üblich, wurde über ihn die damnatio memoriae verhängt. Von seinen Anhängern wurden viele hingerichtet, darunter (so die Historia Augusta) 29 hochrangige Senatoren. Insgesamt waren 64 Senatoren angeklagt worden, woraus die Beliebtheit des Albinus im Senat ersichtlich ist. Das gnadenlose Vorgehen gegen Albinus und seine aristokratischen Anhänger wurde Septimius Severus später von senatorischen Geschichtsschreibern vorgeworfen.